# Association aéronautique et astronautique de France
A párizsi Association aéronautique et astronautique de France (3AF) egy globális intézmény, amely az űrutazás különböző aspektusaival foglalkozik. 1971-ben alapították.
A 3AF-en akadémikusok, termékgyártók, szolgáltatók és más globális polgári és katonai repülőgépipari szakemberek képviseltetik magukat. A szervezet központja Párizsban van.

## Ismert tagjai
- Paul Andreu, francia építész
- Jean-François Clervoy, az ESA-nál dolgozó francia űrhajós
- Hubert Curien, francia fizikus, az európai tudománypolitika kulcsfigurája
- Institut polytechnique des sciences avancées, repüléstechnikai és űrtechnikai iskola
- Nicolas Tenoux, francia pilóta, repülőgépmérnök és menedzser